# Galanthella arctipennis
Galanthella arctipennis är en fjärilsart som beskrevs av Holland 1893. Galanthella arctipennis ingår i släktet Galanthella och familjen tandspinnare. Inga underarter finns listade i Catalogue of Life.